# María Isabel Perelló Doménech
Maria Isabel Perelló Domènech (Sabadell, 18 de març de 1958) és una jutgessa catalana, magistrada del Tribunal Suprem d'Espanya des de l'any 2009. Fou elegida com la primera dona presidenta del Consell General del Poder Judicial espanyol i el Tribunal Suprem de la història de l'Estat espanyol. És membre també de l'associació de Jutgesses i Jutges per a la Democràcia.
Nascuda a Sabadell l'any 1958, es llicencià en Dret a la Universitat de Santiago de Compostel·la, obtenint el 1983 la diplomatura en Criminologia a la Universitat Complutense de Madrid. Entrà un any després al col·legi major de postgrau César Carlos, per preparar l'oposició a Judicatura. Inicià la seva carrera judicial el 1984 superant les oposicions a Jutge i ingressà en el número 4 de la XXXI Promoció composta per 150 jutges, accedint aquell mateix any al cos de lletrats de l'Administració de Justícia i estant un any a l'Escola Judicial de Madrid.
L'any 1985 ocupà diverses destinacions com la del Jutjat de Primera Instància i Instrucció de Maó a Menorca, a l'Audiència Provincial de Barcelona i al Tribunal Superior de Justícia de Catalunya. És magistrada especialista del contenciós administratiu i serví a la Sala del Contenciós Administratiu del Tribunal Superior de Justícia d'Andalusia a Sevilla el 1991 i a l'Audiència Nacional el 1994, sent lletrada també del Tribunal Constitucional d'Espanya del 1993 al 2003. Al llarg de la seva carrera ha participat en diversos cursos en matèria constitucional, dret administratiu comparat telecomunicacions i jurisprudència constitucional a més de trobades organitzades pel Consell General del Poder Judicial sobre esport, regulació i justícia, a més de col·laborar en diverses obres escrites com "La Europa de los Derechos: el Convenio Europeo de los Derechos Humanos" editada pel Centre d'Estudis Polítics i Constitucionals.
El 2 de setembre de 2024 el ple del Consell General del Poder Judicial acordà proposar les magistrades Tribunal Suprem Ana María Ferrer García i Isabel Perelló Doménech com a noves candidates per presidir l'alt tribunal i òrgan de govern dels jutges espanyols. Finalment, amb el vistiplau de 16 dels 20 vocals del CGPJ fou elegida Isabel Perelló com a presidenta obtenint el consens entre el bloc progressista i el conservador, superant un llarguíssim temps de bloqueig de l'organisme.
El 2025 fou inclosa a la llista Forbes de les 100 dones més influents de Catalunya.

## Obra escrita
- La Europa de los derechos: el Convenio Europeo de Derechos Humanos.  Madrid: Centro de Estudios Políticos y Constitucionales, 2005. ISBN 978-84-259-1299-3.